# Speirogorgia robertbollandi
Speirogorgia robertbollandi Williams, 2019 è un ottocorallo dell'ordine Alcyonacea di incerta collocazione tassonomica. È l'unica specie nota del genere Speirogorgia.

## Descrizione
Questa specie forma colonie filiformi, non ramificate, con polipi retrattili, privi di calice, generalmente disposti in due serie longitudinali. Si distingue dalla maggior parte degli ottocoralli per uno sclerasse compatto e uniforme, privo di cavità centrale e privo di stratificazioni concentriche, a sezione trasversa quadrangolare;  quest'ultima caratteristica è condivisa con Flagelligorgia gracilis (Calcaxonia) e  Funiculina quadrangularis (Pennatulacea). Il cenenchima contiene caratteristici scleriti fusiformi con numerosi tubercoli e verrucosità.

## Distribuzione e habitat
Questa specie vive nelle barriere coralline mesofotiche al largo dell'isola di Okinawa, nel Pacifico nord-occidentale, a profondità di circa 70 m.

## Tassonomia
Questo enigmatico taxon esibisce caratteri morfologici simili a quelli dei Calcaxonia e mostra affinità sia con il clade contenente Chrysogorgiidae, Primnoidae e Isididae, che con il clade contenente Ellisellidae e Pennatulacea. È possibile che debba essere collocato in una famiglia a sé stante nell'ambito dei Calcaxonia, ma tale collocazione dovrà essere validata dalle risultanze di ulteriori analisi molecolari.